# بینجیانگ، هانگژو
بینجیانگ یکی از ده منطقه شهر هانگژو در سطح ولایت، مرکز استان ژجیانگ، در شرق چین است که در منطقه شهری مرکزی هانگژو واقع شده است. مانند منطقه پودونگ در شانگهای، منطقه ای بسیار مدرن و به سرعت در حال توسعه است که تا ده سال پیش بیشتر زمین‌های کشاورزی بود. مساحت کل ناحیه ۷۲٫۲ کیلومتر مربع (۲۷٫۹ مایل مربع)، و جمعیت آن تا سال ۲۰۲۰ بالغ بر ۵۰۳۸۵۹ نفر است